# Dorfkirche Tarnow

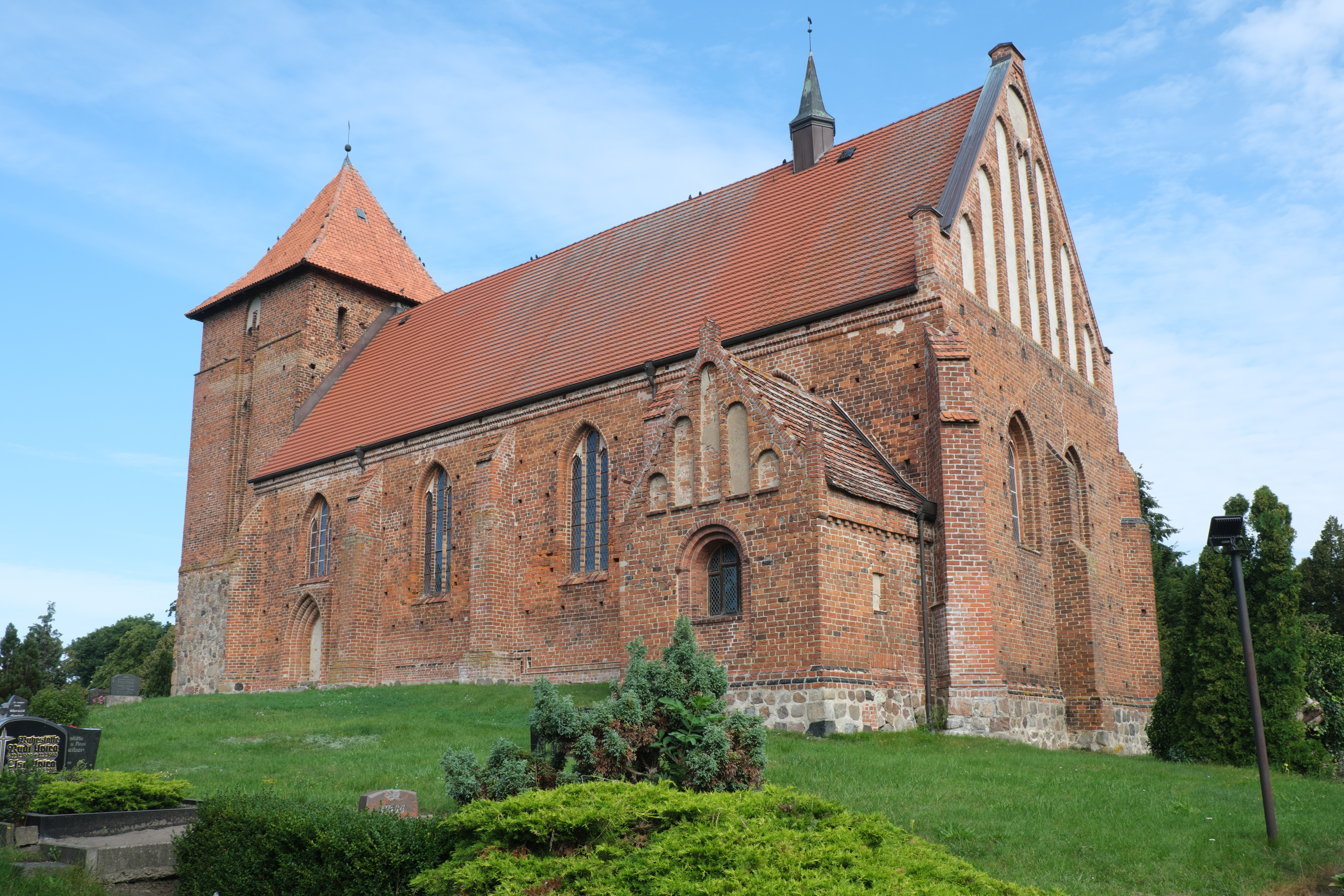
Kirche in Tarnow

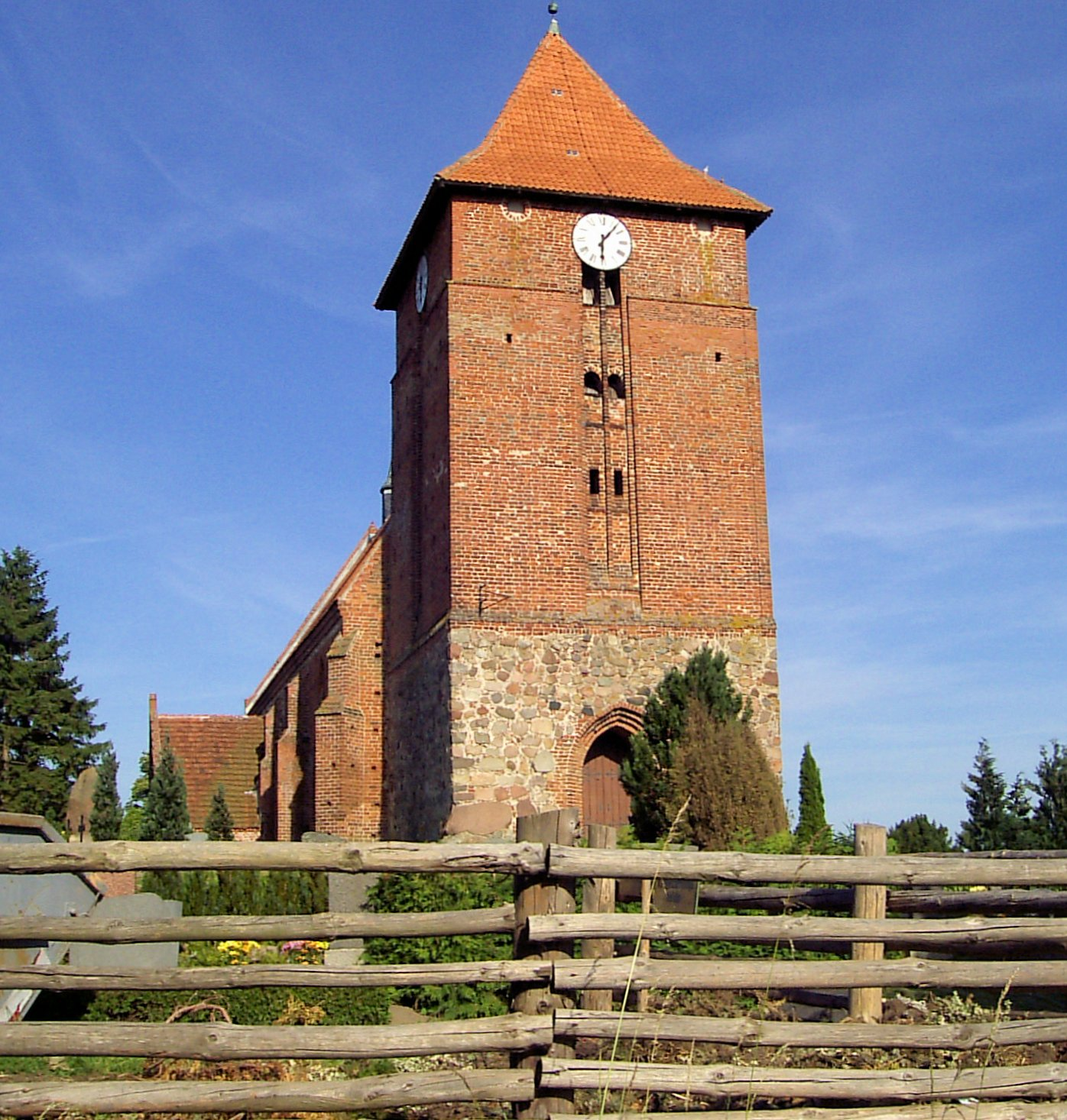
Kirche in Tarnow

Die Dorfkirche Tarnow ist die mittelalterliche Backsteinkirche der mecklenburgischen Gemeinde Tarnow im Landkreis Rostock. Die Dorfkirche in der seltenen Bauform mit zwei Kirchenschiffen steht auf einer Anhöhe in der Ortsmitte und ist deshalb schon aus der Ferne gut zu erkennen. Nicht verwechselt werden darf diese Kirche mit der achteckigen Fachwerk-Dorfkirche in Tarnow zwischen Stavenhagen und Neubrandenburg im Landkreis Mecklenburgische Seenplatte. Die Gemeinde gehört zur Propstei Rostock im Kirchenkreis Mecklenburg der Evangelisch-Lutherischen Kirche in Norddeutschland (Nordkirche).

## Geschichte
Die älteste urkundliche Erwähnung einer Kirche in Tarnow stammt von 1233. Die Kirche unterstand damals dem Bannrecht des Klosters Rühn. Vermutlich stammt das heute erhaltene Kirchengebäude aus dem 14. Jahrhundert. Das Tarnower Pfarrarchiv verzeichnet die Namen von Geistlichen, die seit 1325 an der Kirche wirkten. Die Kirche wird heute von der evangelischen Gemeinde in Tarnow genutzt.

## Bauwerk
Die gotische, zweischiffige vierjochige Backsteinkirche mit Kreuzgewölben wurde so gegliedert, dass Frauen und Männer, durch eine Pfeilerreihe getrennt saßen.
Der First des massige Westturm mit einem Turmhelm als Pyramidendach überragt nur wenig das Langhaus. Er besteht im unteren Bereich aus Feldsteinen, ansonsten aus Backstein.
Nord- und Südfassaden des Kirchenschiffs werden durch sich abwechselnde Strebepfeiler und zwei- und dreiteiligen Spitzbogenfenster gegliedert. Das Giebelfeld im Osten ist mit Spitzbogenblenden verziert, darunter befinden sich zwei Fenster und ein Strebepfeiler, die die Gliederung in zwei Schiffe auch nach außen hin verdeutlichen.

## Ausstattung
Im Inneren ist die Kirche mit einem Flügelaltar mit geschnitztem Mittelschrein aus dem 15. Jahrhundert ausgestattet. Die Kanzel stammt von 1674. Von den ehemals vorhandenen drei Glocken stammt eine aus der Glockengießerwerkstatt Rickert de Monkehagen. Sie wurde 1389 gegossen und steht jetzt beschädigt in der Kirche.
Aus der Ausstattung der Kirche kam das Fragment eines Vesperbildes, wohl aus einer Rostocker Werkstatt der Mitte des 15. Jahrhunderts in die Sammlung des Großherzoglichen Museums in Schwerin und wurde 1916 an den Kunsthistoriker Adolf Gottschewski in Hamburg veräußert. Es wurde 1918 vom St. Annen Museum in Lübeck erworben und ist heute Bestandteil der Sammlung sakraler Kunst des Mittelalters dieses Museums.